# Haixing (sockenhuvudort i Kina, Liaoning Sheng, lat 40,28, long 122,13)
Haixing är en sockenhuvudort i Kina. Den ligger i provinsen Liaoning, i den nordöstra delen av landet, omkring 200 kilometer sydväst om provinshuvudstaden Shenyang. Antalet invånare är 136 641. Befolkningen består av 66 511 kvinnor och 70 130 män. Barn under 15 år utgör 13,0 %, vuxna 15-64 år 80 %, och äldre över 65 år 5,0 %.
Runt Haixing är det tätbefolkat, med 297 invånare per kvadratkilometer. Haixing är det största samhället i trakten. Runt Haixing är det i huvudsak tätbebyggt.
Genomsnittlig årsnederbörd är 910 millimeter. Den regnigaste månaden är juli, med i genomsnitt 262 mm nederbörd, och den torraste är januari, med 7 mm nederbörd.